# Địa lý Bờ Biển Ngà

Bản đồ khí hậu Köppen của Bờ Biển Ngà

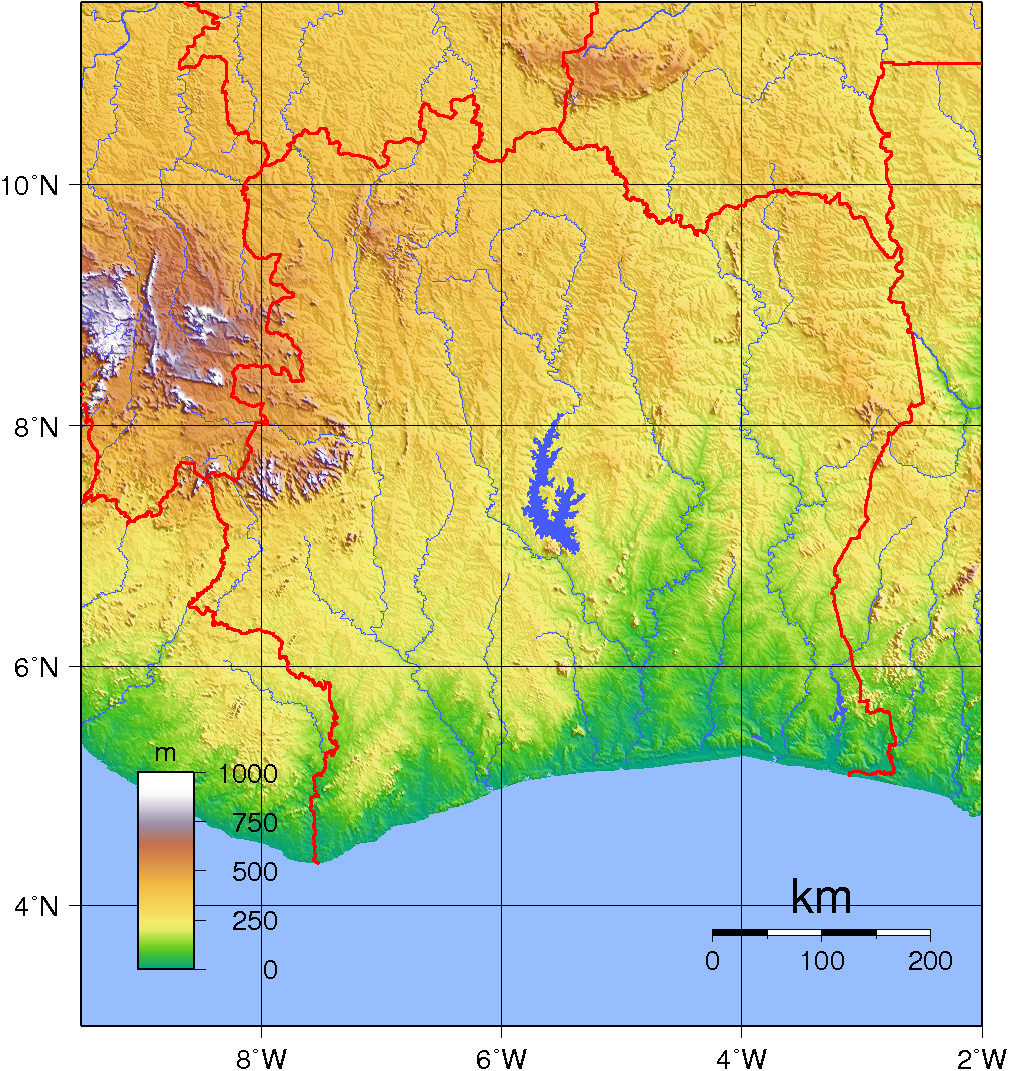
Địa hình Bờ Biển Ngà

Bờ Biển Ngà (Côte d'Ivoire) là một quốc gia nằm ở châu Phi hạ Sahara ở miền nam Tây Phi nằm ở 8 00° B, 5 00°T. Đất nước này có dạng hình vuông. Vùng tiếp giáp phía nam của nước này là một bờ biển dài 515 km trên Vịnh Guinea ở phía bắc Đại Tây Dương. Ba bên kia giáp 5 quốc gia châu Phi khác với tổng chiều dài 3.458 km (2.149 mi): Liberia giáp về phía tây nam với 778 km (483 mi), Guinea về phía tây bắc với 816 km (507 mi), Mali về phía bắc-tây bắc với 599 km (372 mi), Burkina Faso về phía bắc-đông bắc với 545 km (339 mi) và Ghana về phía đông với 720 km (447 mi).
Bờ Biển Ngà có diện tích 322.463 km² (124.500 sq mi), trong đó 318.003 km² (122.780 sq mi) là đất và 4.460 km² (1.720 sq mi) là mặt nước.

## Tuyên bố hàng hải
Bờ Biển Ngà đưa ra tuyên bố hàng hải là một vùng đặc quyền kinh tế 200 hải lý (370,4 km; 230,2 mi),lãnh hải là 12 hải lý (22,2 km; 13,8 mi) và thềm lục địa là 200 hải lý (370,4 km; 230,2 mi).

## Cảnh quan và địa hình
Địa hình của Bờ Biển Ngà nói chung có thể được mô tả là một cao nguyên lớn tăng dần từ mực nước biển ở phía nam đến độ cao gần 500 m (1.640 ft) ở phía bắc. Tài nguyên thiên nhiên của đất nước đã biến nước này thành một quốc gia tương đối thịnh vượng trong nền kinh tế châu Phi. Khu vực phía đông nam Bờ Biển Ngà được bao phủ bằng các đầm phá ven biển nội địa bắt đầu từ biên giới Ghana và kéo dài 300 km (186 mi) dọc theo nửa phía đông của bờ biển. Khu vực phía nam, đặc biệt là phía tây nam, được bao phủ bởi rừng nhiệt đới ẩm dày đặc. Rừng Đông Guinea mở rộng từ sông Sassandra qua phía nam trung tâm và phía đông nam của Bờ Biển Ngà và phía đông vào Ghana, trong khi các khu rừng vùng đất thấp phía Tây Guinea mở rộng về phía tây từ sông Sassandra vào Liberia và đông nam Guinea. Những ngọn núi của vùng Dix-Huit Montagnes ở phía tây của đất nước gần biên giới với Guinea và Liberia là nơi phát triển của rừng núi cao Guinean.
Vành đai khảm rừng-trảng cỏ của Guinean trải dài trên khắp đất nước từ đông sang tây và là vùng chuyển tiếp giữa các khu rừng ven biển và trảng cỏ nội địa. Vành đai khảm rừng-trảng cỏ xen kẽ bởi rừng, trảng cỏ và môi trường sống đồng cỏ. Bờ biển phía Bắc Bờ Biển Ngà là một phần của vùng sinh thái Savanna phía Tây Sudan của vùng quần xã đồng cỏ nhiệt đới và cận nhiệt đới, thảo nguyên và cây bụi. Đây là một vùng đất đá hoặc đất cát, với thảm thực vật giảm từ nam xuống bắc.
Địa hình chủ yếu là bằng phẳng với đồng bằng nhấp nhô, với những ngọn núi ở phía tây bắc. Độ cao thấp nhất ở Bờ Biển Ngà là mực nước biển trên bờ biển. Độ cao cao nhất là Núi Nimba, ở độ cao 1.752 mét (5,748 ft) ở phía tây của đất nước dọc theo biên giới với Guinea và Liberia.

## Sông ngòi
Sông Cavalla chảy qua khu vực biên giới phía tây Bờ Biển Ngà và phía đông Liberia. Nó tạo thành hai phần ba biên giới phía nam giữa Liberia và Bờ Biển Ngà.
Sông Sassandra bắt nguồn ở vùng cao nguyên Guinea và chảy xuống nhiều phần phía tây Bờ biển Ngà ở phía đông sông Cavalla.
Sông Bandama là con sông dài nhất ở Bờ Biển Ngà với chiều dài khoảng 800 km (497 mi) chảy về phía đông trung tâm của đất nước. Năm 1973 đập Kossou được xây dựng tại Kossou trên Bandama tạo ra hồ Kossou. Thủ đô Yamoussoukro nằm gần sông phía nam hồ.
Sông Komoé bắt nguồn từ Cao nguyên Sikasso của Burkina Faso, và chảy nhanh theo biên giới giữa Burkina Faso và Bờ Biển Ngà trước khi vào Bờ Biển Ngà. Nó chảy ra phía đông bắc và phần cực đông của đất nước trước khi đổ vào cuối phía đông của đầm phá Ébrié và cuối cùng là Vịnh Guinea ở Đại Tây Dương. Vùng nước của nó góp phần vào Vườn Quốc gia Comoé.

## Khí hậu
Khí hậu Bờ Biển Ngà nói chung là ấm áp và ẩm ướt, từ xích đạo ở bờ biển phía nam đến vùng nhiệt đới ở giữa và bán khô ở xa phía bắc. Có ba mùa: ấm và khô (từ tháng 11 đến tháng 3), nóng và khô (tháng 3 đến tháng 5) và nóng và ẩm (tháng 6 đến tháng 10). Nhiệt độ trung bình từ 25 đến 32 °C (77,0 và 89,6 °F) và dao động từ 10 đến 40 °C (50 đến 104 °F).

## Cây trồng và tài nguyên thiên nhiên
Bờ Biển Ngà có một ngành công nghiệp gỗ lớn do độ che phủ rừng lớn. Xuất khẩu gỗ cứng của quốc gia này phù hợp với Brasil. Trong những năm gần đây đã có nhiều mối quan tâm về tốc độ phá rừng nhanh chóng. Rừng nhiệt đới đang bị phá hủy với tốc độ đôi khi được coi là cao nhất trên thế giới. Rừng duy nhất còn lại hoàn toàn hoang sơ ở Bờ Biển Ngà là Vườn quốc gia Taï (Parc National de Taï), có diện tích 3.600 km2 (1.390 dặm vuông) ở phía tây nam của đất nước, nơi có hơn 150 loài đặc hữu và nhiều loài nguy cấp khác như Hà mã lùn và 11 loài khỉ.
9% diện tích quốc gia là đất canh tác. Bờ biển Ngà là quốc gia sản xuất ca cao lớn nhất thế giới, một loại cây trồng chính của quốc gia. Các cây trồng chính khác bao gồm cà phê, chuối và cọ dầu, sản xuất dầu cọ và hạt nhân. Tài nguyên thiên nhiên bao gồm dầu mỏ, khí thiên nhiên, kim cương, mangan, sắt, coban, bauxite, đồng, vàng, niken, tantan, silica, đất sét, dầu cọ và thủy năng.

## Thiên tai
Các loại thiên tai bao gồm sóng lớn và thiếu các bến cảng tự nhiên trên bờ biển; trong mùa mưa lũ xối xả là một mối nguy hiểm.